# Zeugopterus
Genre
Zeugopterus est un genre de poissons plats marins de la famille des Scophthalmidae comprenant deux espèces.

## Liste d'espèces
- Zeugopterus norvegicus (Günther, 1862) actuellement accepté comme Phrynorhombus norvegicus (Günther, 1862)
- Zeugopterus punctatus (Bloch, 1787)
- Zeugopterus regius (Bonnaterre, 1788)